# Canthidium gemmingeri
Canthidium gemmingeri är en skalbaggsart som beskrevs av Edgar von Harold 1867. Canthidium gemmingeri ingår i släktet Canthidium och familjen bladhorningar. Inga underarter finns listade.